# ゼンヒラノ演技スタジオ
ゼンヒラノ演技スタジオ（ゼンヒラノえんぎスタジオ）は、40年の歴史を持つ日本の俳優訓練機関。NYのザ・アクターズ・スタジオ正会員ゼン・ヒラノが創立し、現在ミユキ・ヒラノが芸術監督を務める。日本に初めて「メソード演技」を伝え、現在もアクターズ・スタジオ等米国の俳優養成機関と関係を持っている。

## 概要
創立者ゼンヒラノは、ザ・アクターズ・スタジオ並びにリー・ストラスバーグ個人の演技クラスで俳優訓練を積んだ後、リー・ストラスバーグ直筆の日本の文化庁宛の推薦状を携えて帰国、1973年にゼンヒラノ・ゼミナール（現：ゼンヒラノ演技スタジオ）を開講する。

## 米国演劇人との交流
2012年11月、NYアクターズスタジオにて「Mr. Lee Strasberg 30th anniversary」を主催した他、ニューヨーク市イーストビレッジで開催された“Japan Art Matsuri"にスペシャルゲストとして招かれるなど、米国でも活動している。
アメリカ現代演劇の父・リー・ストラスバーグとポール・ニューマンがゼンヒラノ演技スタジオ生に宛てた手紙が存在している。
- 「私の弟子でもあるゼンの弟子たちへ。未来をつくる若者の両肩にこの世はかかっている。故に、君たちが冒険に満ちた人生を送ることを私は望み、その幸運を願っている。」－ リー・ストラスバーグ（1975年）
- 「ゼンの生徒たちへ。才能は10%を占めるのみであり、残りの90%は懸命な努力によるものである。」－ ポール・ニューマン（1988年）

## 関連著作
- マイケル・チェーホフ 著、ゼン・ヒラノ 訳『演技者へ! : 人間-想像-表現』晩成書房、1990年。ISBN 4-89380-127-9。
- メル・ゴードン『演技エクササイズ306 : スタニスラフスキー・システム : 俳優修業・実践ガイド』ゼン・ヒラノ翻訳・監修、晩成書房、2009年。ISBN 978-4-89380-389-4。
- ミユキ・ヒラノ『感情の解放 : 演劇表現の本流、ザ・メソード・アクティング』角川学芸出版〈角川学芸ブックス〉、2007年。ISBN 978-4-04-651994-8。
- 石井達朗『アウラを放つ闇 : 身体行為のスピリット・ジャーニー』PARCO出版〈PARCO picture backs〉、1993年。ISBN 4-89194-345-9。 - ゼンヒラノへのインタビュー記載